# Massimiliano Fuksas
Massimiliano Fuksas (Roma, 9 gennaio 1944) è un architetto e designer italiano.
Dirige lo studio FUKSAS con sedi a Roma, Parigi, Shenzhen e Shanghai.
È stato inoltre professore invitato presso l'École Spéciale d'Architecture di Parigi, l'Accademia di belle arti di Vienna, la Staatliche Akademie der Bildenden Künste di Stoccarda e la Columbia University di New York. Nel 2006 riceve la Honorary Fellowship del Royal Institute of British Architects.
Vicino, già negli anni settanta-ottanta, alle posizioni d'avanguardia (palestra di Paliano, 1976; Palazzo dello Sport e Complesso scolastico di San Giorgetto ad Anagni, 1979-86), il suo stile si è orientato nel corso degli anni novanta verso i linguaggi dell'architettura internazionale.

## Biografia

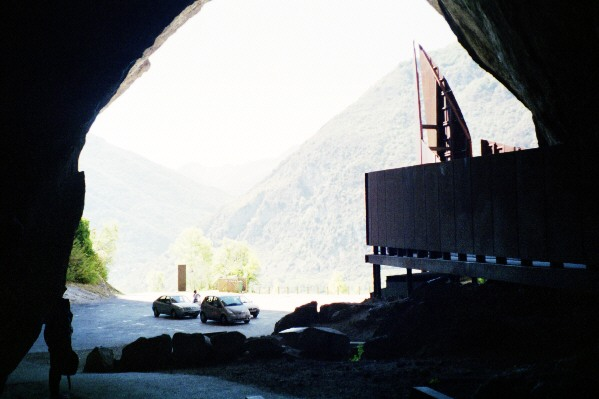
Accesso alle Grotte di Niaux, Niaux, 1983

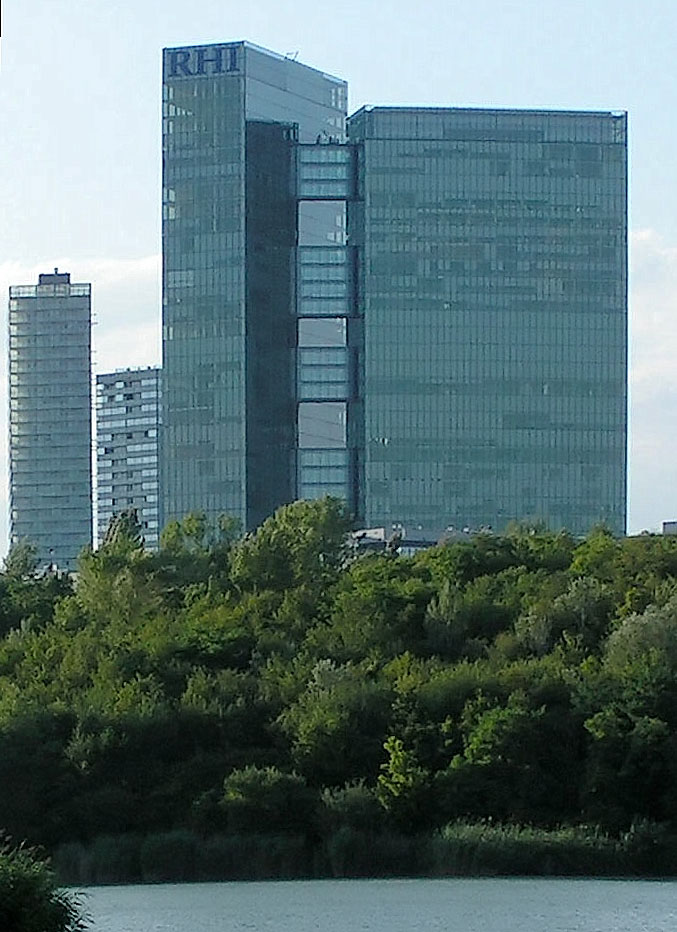
Vienna Twin Tower, Vienna, 1999-2001

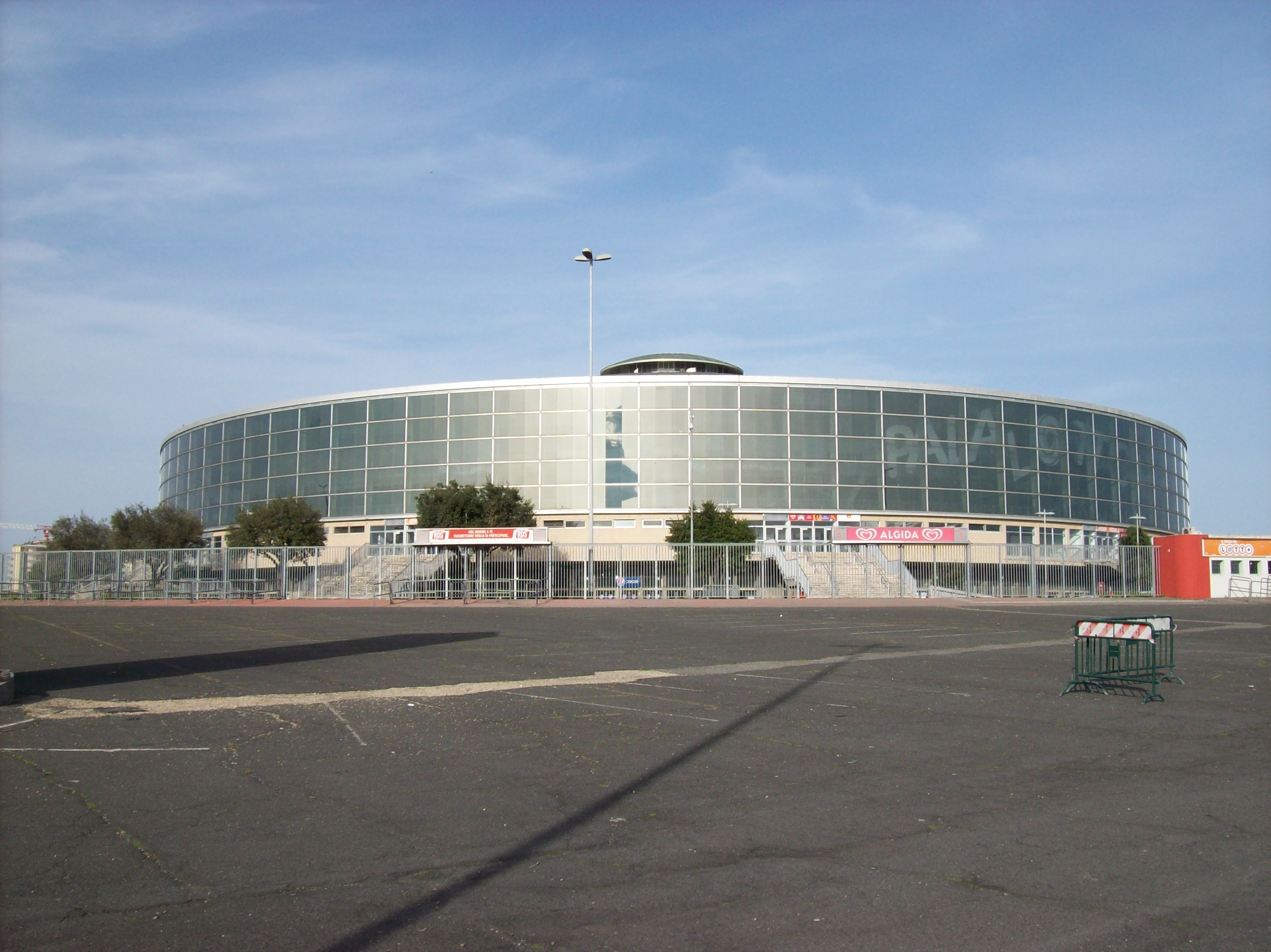
Ristrutturazione del PalaLottomatica, Roma, 1999 - 2003

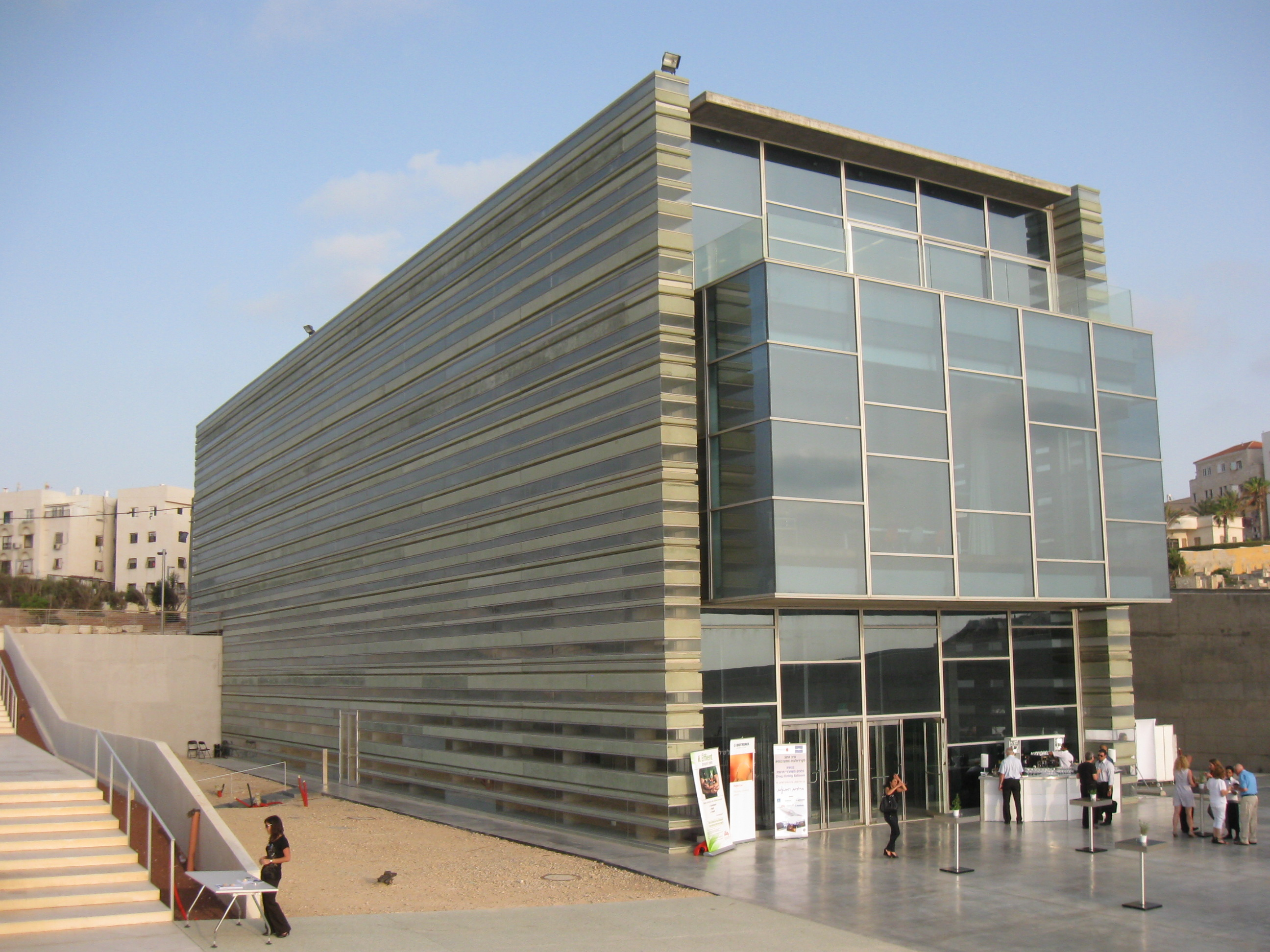
Il Peres Center for Peace, Jaffa, Israele, 2008

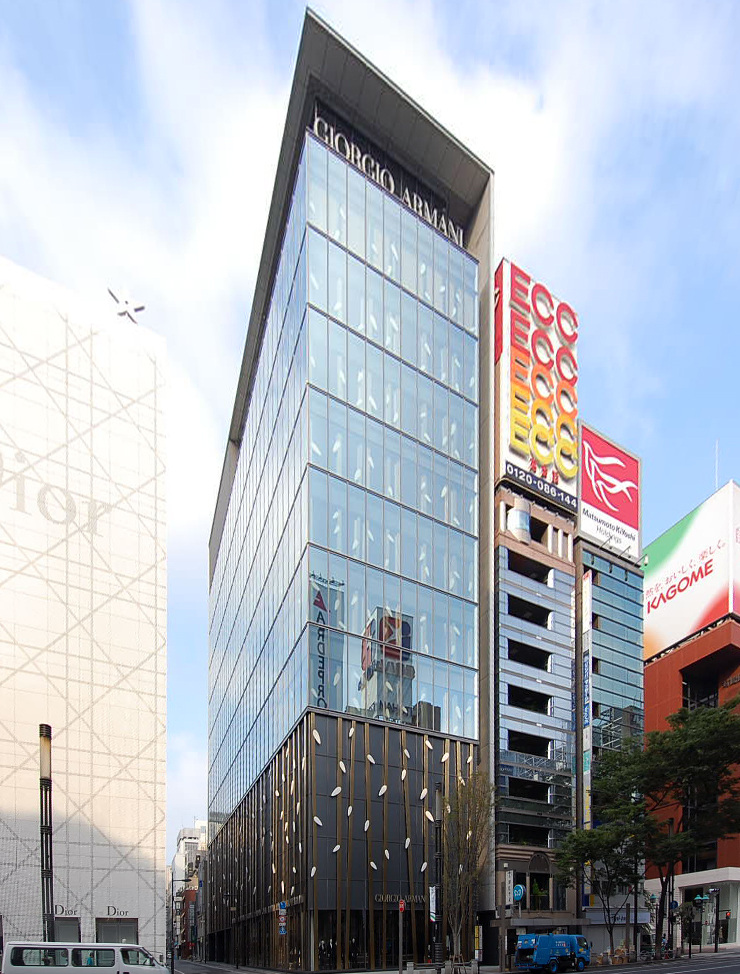
Armani Ginza Tower, Tokyo, Giappone, 2009

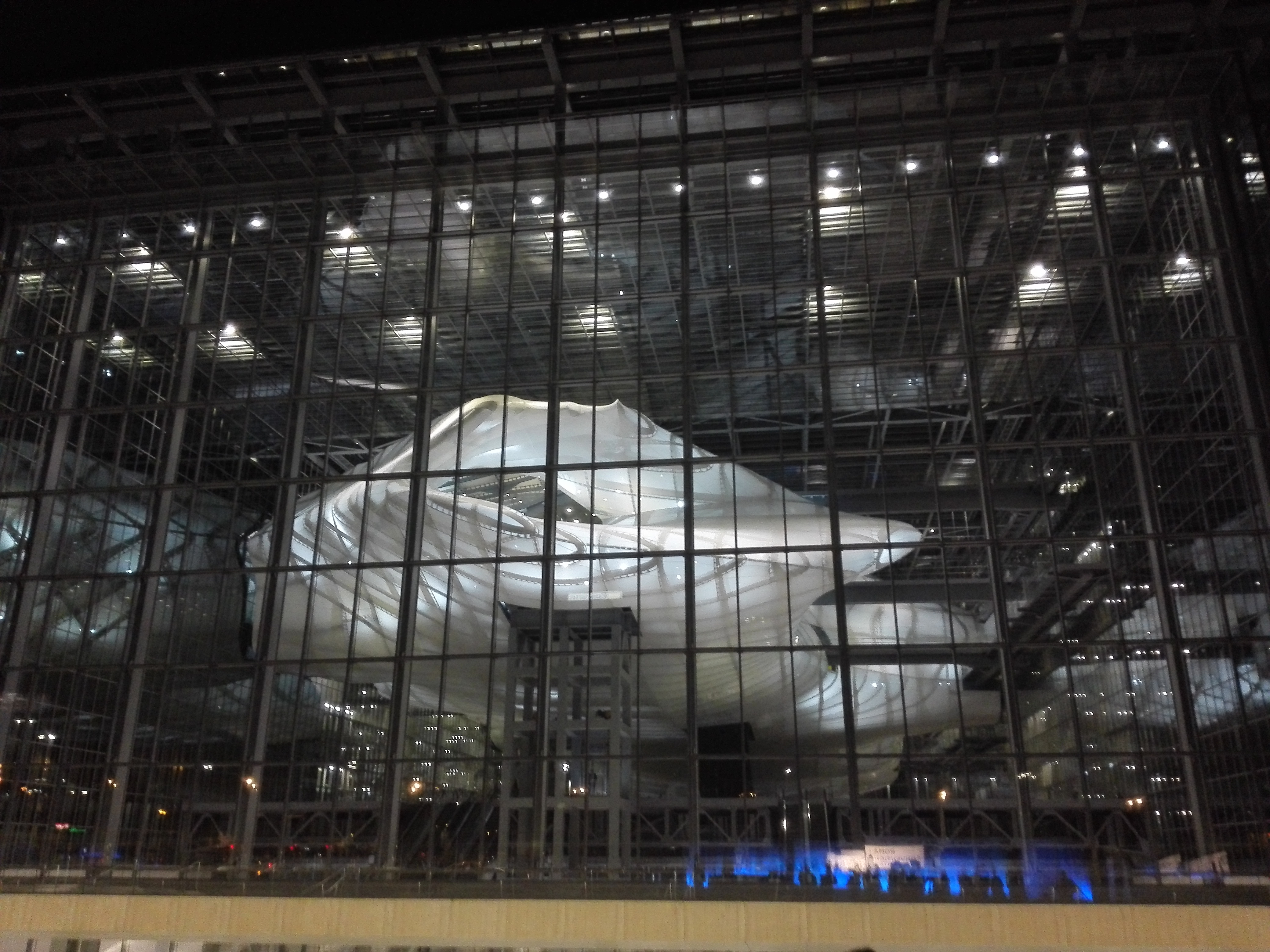
Nuovo Centro Congressi, Roma, Italia, 2008 - 2016

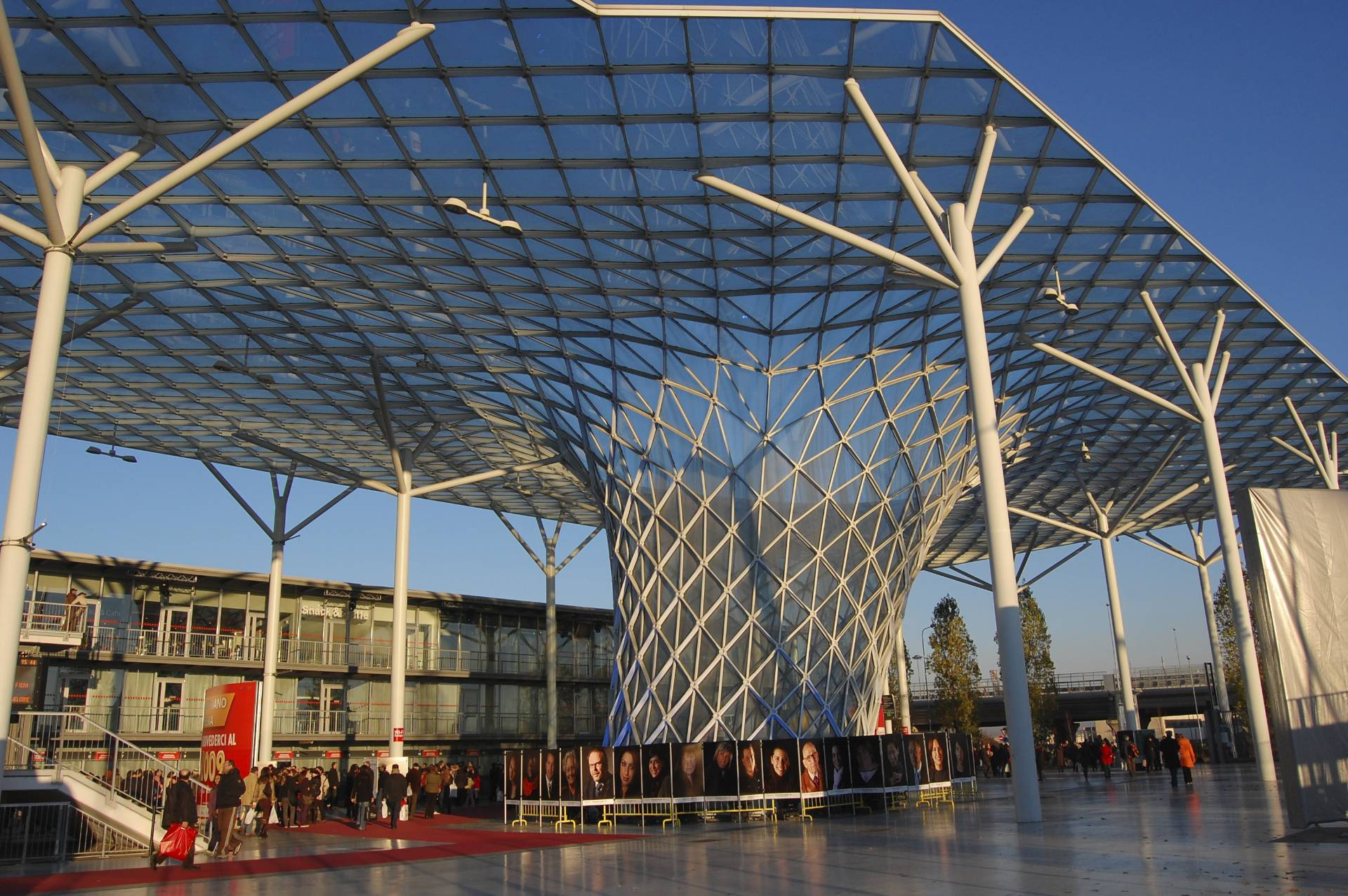
Fieramilano a Rho (Milano)

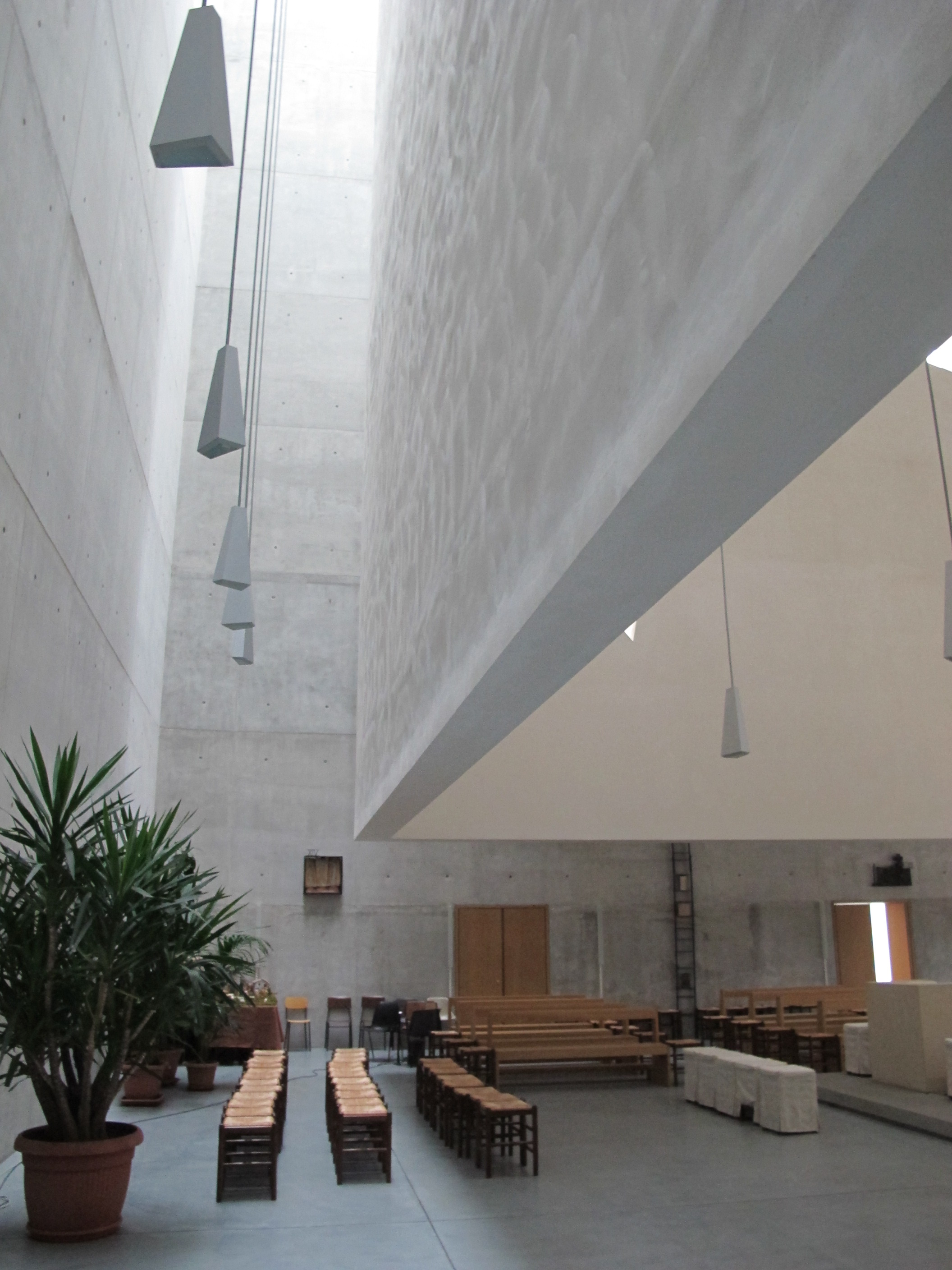
Chiesa di San Paolo Apostolo, Foligno

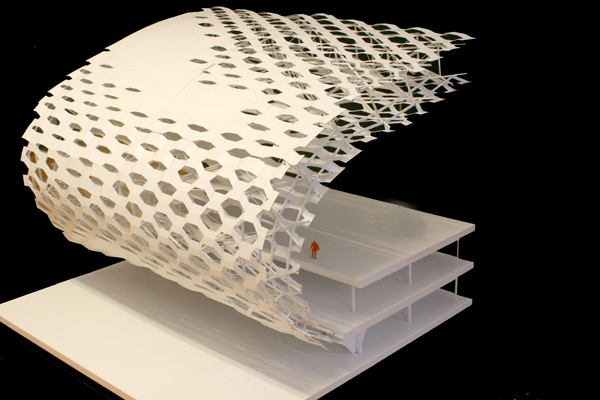
Modello di studio dell'involucro dell'Aeroporto di Shenzhen-Bao'an in Cina

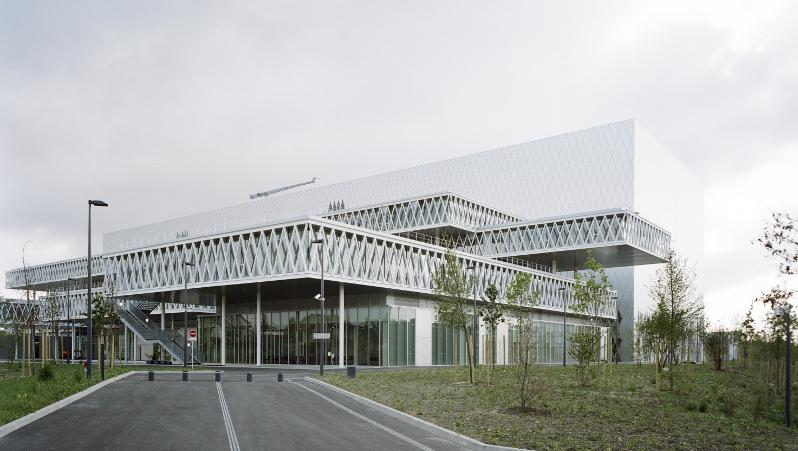
La sede dell'Archivio Nazionale di Francia a Pierrefitte-sur-Seine

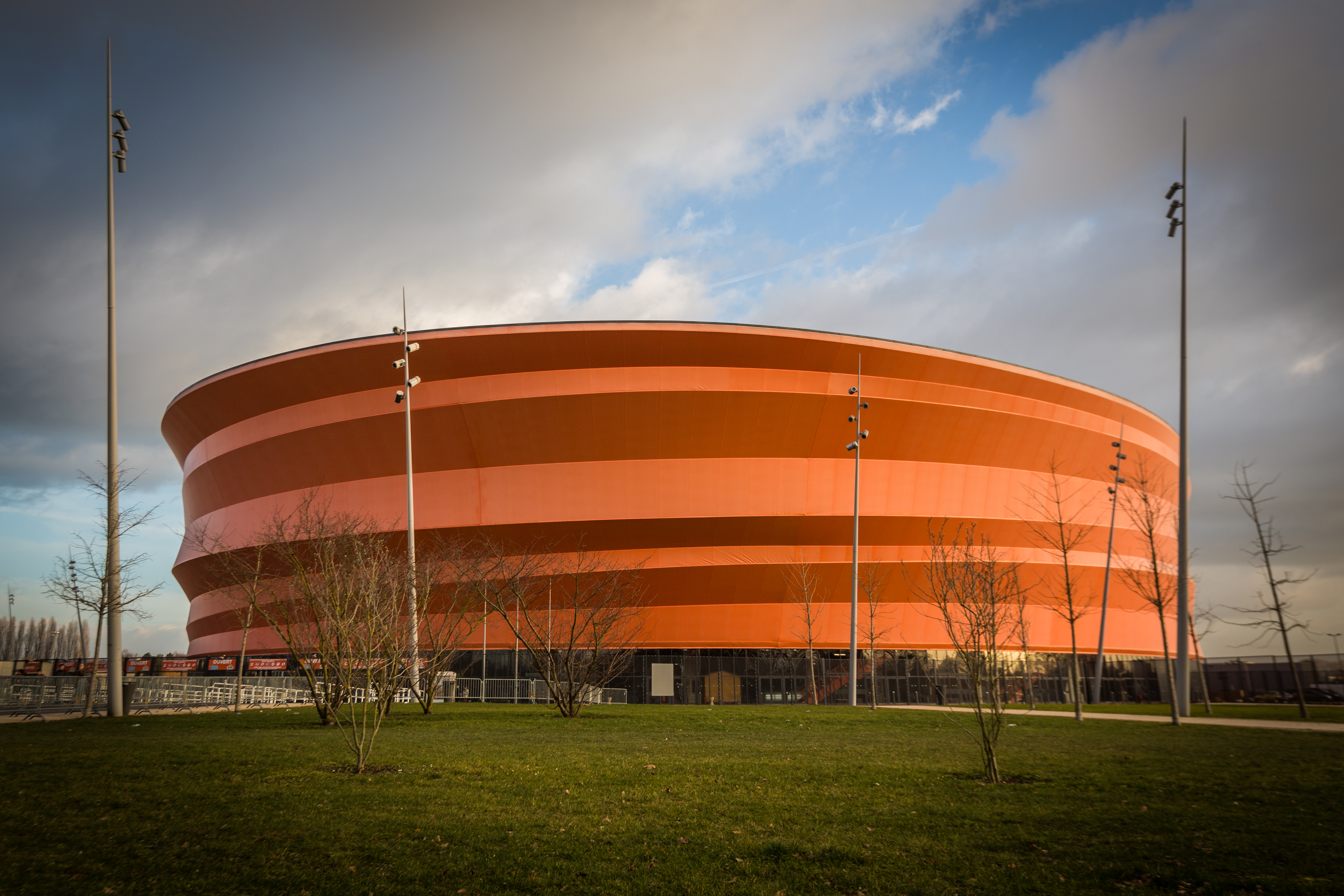
Lo Zenith Music Hall di Strasburgo

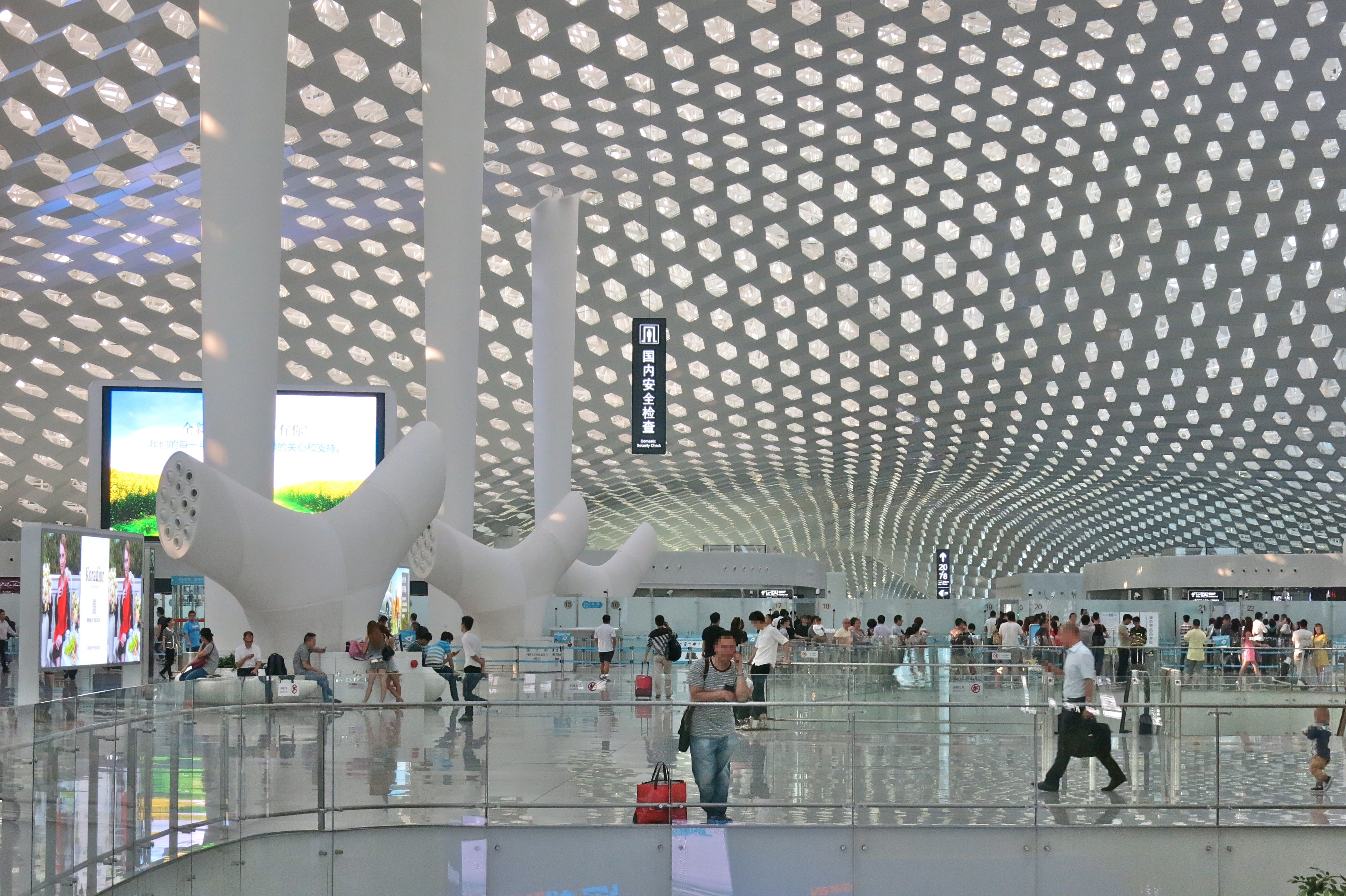
Il nuovo terminal dell'Aeroporto di Shenzhen-Bao'an in Cina

### La formazione
Nasce a Roma il 9 gennaio 1944, figlio di Raimondas Fuksas, medico lituano di religione ebraica emigrato in Italia tra le due guerre mondiali, e di Tersilia, un'insegnante di filosofia cattolica, italiana di origini francesi ed austriache. Dopo la morte prematura del padre, si trasferisce a Graz presso la nonna materna. Torna a Roma per frequentare il liceo. Siamo alla fine degli anni cinquanta e Fuksas ha modo di conoscere importanti esponenti della cultura italiana dell'epoca, tra cui Asor Rosa (suo professore di italiano al liceo), Pasolini, Caproni, Bruno Zevi. Conosce anche Giorgio De Chirico, e lavorerà presso il suo studio di Piazza di Spagna, appassionandosi all'arte e decidendo di iscriversi alla facoltà di architettura della Sapienza. Partecipa attivamente ai moti sessantottini che proprio presso la facoltà di architettura raggiunsero il culmine nella battaglia di Valle Giulia. Si laurea nel 1969 con Ludovico Quaroni e per qualche anno rimane all'università facendo da assistente ad Arnaldo Bruschi.
Sposa in prime nozze Anna Maria Sacconi, da cui ha due figli, Anatole Pierre Fuksas, oggi professore all'Università degli Studi di Cassino e del Lazio Meridionale, ed Emiliano Fuksas.
Dopo la separazione dalla Sacconi, inizia la relazione con Doriana O.Mandrelli, da cui ha le due figlie Elisa, regista cinematografica e scrittrice, e Lavinia, designer di gioielli. Dopo quasi trenta anni di matrimonio civile, sposa con rito religioso nel 2016 Doriana Mandrelli nella Chiesa di Santa Croce a Firenze, avendo come testimone il senatore Luigi Zanda. Massimiliano Fuksas è laico, non credente.

### Lo studioGRANMAe la notorietà fuori dall'Italia
Nel frattempo viaggia in Europa. Lavora per Archigram a Londra e poi, per un breve periodo, per Henning Larsen. A Copenaghen entra, ancora studente, nello studio di Jørn Utzon partecipando al progetto della Sydney Opera House.
Allievo di Bruno Zevi ("da Zevi riprende il gusto per il gesto irruento, per il non finito, per il casual e per il kitsch", scriverà Mosco nel suo Architettura italiana dal postmoderno ad oggi), da sempre distante dalla cultura accademica e dall'architettura disegnata all'epoca dominante in Italia, già due anni prima della laurea, nel 1967, apre uno studio nella capitale, il GRANMA, insieme alla prima moglie Anna Maria Sacconi.
Scriverà Antonino Saggio a proposito di Fuksas nel 1999:
(Antonino Saggio, La città di Fuksas, "Costruire", Gennaio 1999)
Nel 1982, con il progetto per la palestra del Comune di Paliano, pubblicato dalla rivista francese Architecture d'Aujourd'hui, lo studio GRANMA raggiunge la notorietà in Francia. La facciata inclinata e staccata, in un sistema di equilibri apparentemente instabili, sconvolge la percezione dei fruitori e, inserendosi nel contesto dell'architettura Postmoderna e Decostruttivista, attira l'attenzione della stampa internazionale.
Sempre nel 1982 Patrice Goulet lo seleziona tra i dodici partecipanti alla Biennale di Parigi a cui prendono parte anche, tra l'altro, William Alsop, Jean Nouvel, Rem Koolhaas, Toyo Ito. Nel 1988 finisce la collaborazione con Anna Maria Sacconi e fonda lo studio di Parigi (1989) e Vienna (1993) e nel 2002 quello di Francoforte.
Nel 1992 l'Institut Français d'Architecture di Parigi dedica una mostra personale al lavoro di Fuksas dal titolo "Haute Tension".
Nel 1985 inizia a lavorare insieme alla seconda moglie, Doriana O. Mandrelli, dal 2001 responsabile di Fuksas design e laureatasi in Architettura a Parigi nel 2007. Dal 1994 al 1997, anno della sua elezione a consigliere di amministrazione dell'Institut Français d'Architecture, è stato membro delle commissioni urbanistiche di Berlino e di Salisburgo.

### Gli anni 2000 e loStudio Fuksas
Nel 2000 Fuksas viene nominato direttore della VII Mostra Internazionale di Architettura di Venezia, dal titolo Less Aesthetics, More Ethics. Dedica la Biennale al tema della città contemporanea, mettendo in particolare al centro le megalopoli del XXI secolo. A partire dagli anni novanta aveva infatti iniziato ad occuparsi dei problemi urbani nelle grandi aree metropolitane (riqualificazione del centro storico di Allones nel 1991, riqualificazione el Quartier Luth a Gennevilliers nel 1992 e Piano urbanistico "FrankfurtHochVier" per Francoforte sul Meno nel 2008) e incentra la sua pratica professionale soprattutto sulla realizzazione di opere pubbliche.

Interessato alla teoria del caos, ricorre di frequente alle geometrie complesse come quelle dei frattali e delle nuvole. Scrive nel suo saggio Caos sublime: 
È l'imprevedibilità. È la sua teoria del caos deterministico.
Questo concetto cambia il modo di progettare. È il giudizio stesso sull'esistenza. Il caos diventa elemento del sublime e quindi di poesia. Convivere con l'imprevedibilità non è necessariamente una condizione negativa. Anzi. Rimette in discussione le nostre povere certezze»
Nel 2004 cura l'allestimento all'interno del Colosseo della mostra "Forma. La città moderna e il suo passato", sulla storia di Roma dalle origini al presente. Un nastro alto tre metri e su cui erano proiettate immagini e testi percorreva tutto il secondo livello dell'anfiteatro lungo il quale erano esposte le opere.
Nel 2006 il MAXXI di Roma dedica una mostra all'opera di Fuksas, dal titolo "Fuksas - Unsessantesimodisecondo", con i plastici di tutte le opere principali. La mostra occupava integralmente gli ambienti del museo e fu seguita dalla pubblicazione di un catalogo edito da Electa per la collana OperaDARC.
Nel 2008 vince il concorso per la realizzazione del nuovo terminal dell'aeroporto di Shenzhen (Cina), avendo la meglio su altri importanti nomi dell'architettura contemporanea, tra cui Norman Foster, Kisho Kurokawa e Reiser+Umemoto Architects.
Nel 2012 lo Studio Fuksas risulta il terzo studio in Italia per fatturato (dopo Antonio Citterio e Renzo Piano).
Ha ricevuto numerosi premi internazionali tra cui il Vitruvio Internacional a la Trayectoria (1998), il Grand Prix d'Architecture (1999) e l'Honorary Fellowship dell'American Institute of Architects (2002). Nel 2009 a Massimiliano & Doriana Fuksas è conferita la Medaglia d'Oro all'Architettura Italiana per la Zenith Music Hall di Strasburgo. Nel 2010 è stato insignito della Legion d'onore. Poco dopo la demolizione dell'ecomostro di Punta Perotti, ha affermato che anche numerosi altri edifici andrebbero distrutti in quanto "In Italia ci sono 9 milioni di palazzi abusivi" tra essi egli cita le Vele di Scampìa (Napoli), lo ZEN di Palermo di Vittorio Gregotti e Corviale di Roma di Mario Fiorentino.
Ha progettato gli store di Armani a New York, Tokyo, Hong Kong e Milano. Il 17 giugno 2011 è stato insignito del Premio Ignazio Silone per la cultura.
Ha attualmente uno studio a Roma, uno a Parigi e uno a Shenzhen.

## Controversie

### Accusa per doppio incarico per il progetto de "La Nuvola"
Nel 2017 la Corte dei conti condanna Massimiliano Fuksas alla restituzione, insieme agli amministratori di EUR Spa, di 5 milioni di euro. La Corte stabilì che Fuksas aveva sdoppiato un incarico (direzione dei lavori) in due differenti incarichi totalmente sovrapponibili, direzione dei lavori e direzione artistica (quest'ultima non prevista nell'ordinamento italiano). Come direttore dei lavori, Studio Fuksas rimandò alcune scelte, come quelle relative ai rivestimenti, al direttore artistico, ossia a se stesso, facendo lievitare i compensi. L'accusa della Corte recita: "L'architetto ha più volte rimandato al direttore artistico, dunque a se stesso, in maniera assolutamente ingiustificata alcune scelte formali come il tipo di rivestimento esterno per la Nuvola, il colore delle pavimentazioni, la tipologia di lavabi e portoni".

### Danni erariali per progetto del Grattacielo della Regione Piemonte
Nel Novembre 2015 la Corte dei Conti del Piemonte stabilì che affidare in maniera diretta al raggruppamento Fuksas & Associati, guidato dall’archistar Massimiliano Fuksas, la redazione della variante urbanistica e il progetto esecutivo del grattacielo della Regione Piemonte aveva provocato danni erariali, sia al patrimonio, sia alla concorrenza. Nel 2018 vengono però condannati al risarcimento solo dirigenti e funzionari: l’ex direttrice del settore Patrimonio Maria Grazia Ferreri, il suo collaboratore Carlo Savasta e la funzionaria Chiara Candiollo.

### Rissa con Guido Bertolaso
Nel marzo 2010 Massimiliano e Doriana Fuksas furono protagonisti di una rissa in un ristorante romano con Guido Bertolaso, allora capo della Protezione civile, che richiese l'intervento della Polizia. Il verbale della polizia parla di insulti di Fuksas verso Bertolaso. Alla reazione di questo, l'architetto avrebbe lanciato una formaggiera in direzione di un cliente del ristorante che era intervenuto in difesa di Bertolaso.

## Opere

### Selezione di opere realizzate
- Giardino Sampalmieri, Roma, Italia, 1971
- Casa Maccarelli, Roma, Italia, 1971
- Palazzo dello Sport, Sassocorvaro, Italia, 1972
- Casa Cascella, Roma, Italia, 1973
- Restauro di Palazzo Moriconi, Anagni, Italia, 1975
- Centro Culturale Monte Frumentario, Anagni, Italia, 1975
- Parco della Fontana del Diavolo, Paliano, Italia, 1978
- Nuovo cimitero di Acuto, Acuto, Italia, 1979
- Scuolamaterna, Tarquinia, Italia, 1982
- Complesso scolastico - Liceo Classico Dante Alighieri, Anagni, Italia
- Piano Particolareggiato del Centro Storico di Fiuggi, Italia, 1975-1980
- Piscina e servizi, Paliano, Italia, 1982
- Cooperativa Esperanza, Roma, Italia, 1983
- Cimitero di Orvieto, Orvieto, Italia, 1984
- Palestra, Paliano, Italia, 1982
- Maison de la Confluence - Centro Convegni, Avoine, Francia, 1989
- Nuova sede del Municipio, Cassino, Italia, 1990
- Riqualificazione del centro storico di Allones, Francia, 1991
- Stazione ferroviaria - Mistery Train, Tokyo, Giappone, 1991
- Mediateca, Biblioteca e Centro ricerche, Rezé, Francia, 1991
- Complesso termale, Cotronei, Italia, 1991
- Ampliamento del cimitero di Orvieto, Italia, 1991
- Riqualificazione Quartier Luth, Gennevilliers, Francia, 1992
- Convento dei Penitenti, Rouen, Francia, 1992
- Museo dei Graffiti, Niaux, Francia, 1993
- Collegio Saint Exupery, Noisy Le Grand, Francia, 1993
- UFR Università per la formazione umanistica e per la ricerca, Brest, Francia, 1994
- Residenze per studenti, Hérouville-Saint-Clair, Francia, 1995
- Scuola Nazionale di Ingegneria di Brest (ENIB) - Istituto di Scienze agroalimentari e del Mondo Rurale (ISAMOR), Brest, Francia, 1995
- Vienna Twin Tower, Favoriten, Austria, 1996
- Ristrutturazione Ospedale Hotel Dieu, Chartres, Francia, 1996
- One.Zero - Architectural Association School of Architecture, Londra, Regno Unito, 1996
- Ilot Candie Saint-Bernard, Parigi, Francia, 1996
- Facoltà di Diritto e Scienze Economiche, Limoges, Francia, 1996
- Europark 1 - Centro Commerciale, Salisburgo, Austria, 1997
- Maison des Arts - Università Michel de Montaigne, Bordeaux, Francia, 1999
- Museo del Tuscolo - Ristrutturazione ex "Scuderie Aldobrandini", Frascati, Italia, 2000
- Residenze Ilot Cantagrel, Parigi, Francia, 2000
- Ammodernamento della facciata del PalaLottomatica, Roma, Italia, 1999-2003;
- Palazzo per uffici Axel Springer Platz, Amburgo, Germania, 2002
- Armani Charter House, Hong Kong, Cina, 2002
- Nardini Centro Ricerche e Auditorium, Bassano del Grappa, Italia, 2004
- Sede operativa e centro ricerche "Ferrari", Maranello, 2004
- Centro Commerciale "Palatino" (PalaFuksas) di Porta Palazzo, Torino, Italia, 2011
- Armani Store, Shanghai, Cina, 2004
- Negozio Armani Jeans, Milano, Italia, 2004
- Ampliamento Mall e Casinò, Eindhoven, Paesi Bassi, 2004
- Nuova Fiera di Milano, Rho-Pero, Milano, Italia, 2005
- Europark 2 - Centro Commerciale, Salisburgo, Austria, 2005
- Due Torri per abitazioni, Milano, Italia, 2005
- Piano urbanistico "FrankfurtHochVier", Francoforte sul Meno, Germania, 2008;
- Centro Commerciale Etnapolis di Belpasso, Catania, Italia, 2005;
- Armani Ginza Tower, Tokyo, Giappone, 2005
- Zenith Music Hall a Strasburgo e Zenith Music Hall ad Amiens, Francia, 2008
- Centro direzionale De Cecco, Pescara, Italia, 2008
- Centro Sportivo di Firenze, Italia, 2008
- Opere a terra del porto turistico di Marina di Stabia, Castellammare di Stabia, Italia, 2008
- Centro Commerciale MyZeil, Francoforte, Germania, 2009
- Complesso residenziale Duca d'Aosta, Brescia, Italia, 2009
- Chiesa di San Paolo Apostolo, Foligno, Italia, 2009
- Centro direzionale Fater, Pescara, Italia, 2009
- Armani Store sulla Fifth Avenue, New York, USA, 2009
- Peres Center for Peace, Ajami, Giaffa, Israele, 2009
- Admirant Entrance Building, Eindhoven, Paesi Bassi, 2010
- Porto Turistico Marina di Stabia, Castellammare di Stabia, Italia, 2011
- Tbilisi Service Hall, Tbilisi, Georgia, 2012
- Liceo Alberghiero Georges-Frêche, Montpellier, Francia 2012
- Complesso residenziale (area ex Fonditori), Salerno, Italia, 2012
- Ristrutturazione Palazzo dell'ex Unione Militare - Store di H&M, Roma, Italia, 2013
- Nuovi Archivi nazionali di Francia, Parigi, Francia, 2013
- Aeroporto di Shenzhen-Bao'an, in cooperazione con Knippers Helbig Engignering, Shenzhen, Cina, 2013
- Nuovo Centro Congressi "La Nuvola" nel quartiere EUR, Roma, Italia, 2016 (Premio Best Building Site, Londra 2012)
- Grattacielo della Regione Piemonte, Torino, Italia
- Centro Euromed,
- Ristrutturazione di Palazzo Canossa, Mantova, Italia

### In corso di realizzazione
- Stazione Duomo della metropolitana di Napoli
- Eden Park nel quartiere Fratte, Salerno, Italia
- Torre Guosen Securities, Shenzhen, Cina
- Centro culturale CBD, Pechino, Cina
- Ristrutturazione del centro commerciale Beverly Center, Beverly Hills (Los Angeles)
- Is Molas Resort, Pula, Italia

### Concorsi vinti
- Centro culturale Chengdu Tianfu, Chengdu, Cina, 2012
- Nuovo Museo Politecnico e Centro Culturale di Mosca, Mosca, Federazione russa, 2013
- Centro Congressi "Australia Forum", Canberra, Australia, 2014

## Design
- Servizio da the e caffè "Towers" per Alessi, 2003
- Lampada "Lavinia" per iGuzzini, 2003
- Poltrona "Bi-bi" per Poltrona Frau, 2005
- Vasi "Eli-li" per Alessi, 2005
- Poltrona "Carolina" per Poltrona Frau, 2008
- Mobili "Mumbai" per Haworth Castelli, 2008
- Vaso "Zouhria" per Alessi, 2010
- Lampada "Zyl" per iGuzzini, 2010
- Lampadario "Moony" per La Murrina, 2011
- Vaso "Aldo" per Alessi, 2012
- Seduta "Carla" per Poltrona Frau, 2012
- Poltrone "Dolly" e "Molly" e sedia "Baby Dolly" per Baxter, 2013
- Lampade "Candy" per Zonca, 2013
- Gioielli "Gipsy" per Sicis, 2013
- Tavolo "Roy" per Fiam, 2014
- Lampade "Zoe" per Venini, 2014
- Arredamento “I Massivi” per Itlas, 2014
- Lampade "Charlotte" e "Chantal" per Slamp, 2015
- Collezione "Colombina" per Alessi, 2015

## Pubblicazioni
- Caos sublime (con Paolo Conti), Rizzoli, 2001.
- Occhi chiusi aperti, Alinea, 2001.
- Polis. Dialogo di una sociologia urbana (con Paolo Conti), Manni, 2006.
- Caos sublime. Note sulla città e taccuini di architettura (con Paolo Conti) , Rizzoli, 2009
- Conversazione dialogo con Massimiliano Fuksas (con Marco Alloni), ADV Advertising Company, 2009
- FUKSAS object, Massimiliano & Doriana Fuksas, Actar Publishers, 2012

## Mostre
Sull'opera di Massimiliano Fuksas:
- MFuksasD, Unsessantesimodisecondo, MAXXI Museo, Roma 2007
- Eur floating space, Palazzo delle Esposizioni, Roma 2000;
- Occhi chiusi aperti, Esprit Nouveau Pavillion, Bologna 2000;
- Less Aesthetics, More Ethics (direzione), VII Mostra Internazionale di Architettura di Venezia, Italia, 2000
- One.Zero, Architectural Association School of Architecture, Londra 1996
- MFuksas. Tutte le strade portano a Roma, Berlino 1995
- Downtown MFuksas, Limoges 1994
- MFuksas, Vienna 1994
- Mistery Train, Yamagiwa Inspiration Gallery, Tokyo 1991
- MFuksas Blue Town, Roma 1990
- Downtown MFuksas, Limoges, Francia, 1994;
- Haute Tension”, IFA - Institut Français d'Architecture - , Parigi, Francia, 1992;
- Haute Tension 2, Buro & Design Center, Bruxelles, Belgio, 1992;
- Mistery Train, Yamagiwa Inspiration Gallery, Tokio, Giappone, 1991;
- MFuksas Blue Town, Roma, Italia, 1990;
- Villa Medici Grands Projets, Roma, Italia, 1989

Allestite da Massimiliano Fuksas:
- La capsula abitabile, Triennale di Milano 2002
- Forma. La città moderna e il suo passato, Roma, Colosseo 2004
- MFuksasD, Unsessantesimodisecondo, MAXXI Museo, Roma 2007
- Beside the eclipse, Milano, Castello Sforzesco 2007
- Multi-Habitats: La vivienda polivalente, Barcellona, International Construction Fair 2008